# Mibora minima
Mibora minima — вид трав'янистих рослин з родини злакові (Poaceae), поширений у Алжирі, Тунісі та Європі.

## Опис
Однорічна рослина. Стебла 2–15 см заввишки. Лігули 0.2–1 мм завдовжки. Листові пластинки 0.5–2 см × 0.5 мм. Суцвіття складається з китиць. Китиці однобічні, 0.5–2 см завдовжки. Пиляків 3, 1–1.7 мм завдовжки. Зернівки еліпсоїдні.

## Поширення
Поширений у Алжирі, Тунісі та Європі.